# Дзензерський Віктор Олександрович
Дзензерський Віктор Олександрович (* 20 серпня 1944, Кельменці Чернівецької області) — директор Інституту транспортних систем і технологій Національної академії наук України, президент Міжнародної науково-промислової корпорації «ВЕСТА», доктор технічних наук, професор. Герой України.

## Біографія
Народився 20 серпня 1944 року в селі Кельменці Чернівецької області.
В 1965 році закінчив фізико-математичний факультет Чернівецького державного університету за спеціальністю «Металофізика». В 1975 році захистив кандидатську дисертацію «Визначення складу метастабільних фаз бінарних сплавів на основі свинцю», а в 1998 році — докторську дисертацію «Науково-технічні основи створення високошвидкісного наземного транспорту з використанням електродинамічної левітації».
Свою трудову діяльність Дзензерський почав у 1967 році в системі Національної академії наук, де пройшов шлях від молодшого наукового співробітника до директора Інституту транспортних систем і технологій НАН України (ІТСТ НАН України), який був створений за його ініціативою. Одним з основних наукових напрямків діяльності Інституту, очолюваного В. А. Дзензерський, є розробка автономних хімічних джерел струму — акумуляторів.
Має понад 300 наукових праць і винаходів, захищених 49 авторськими свідоцтвами і 91 патентів України та Російської Федерації, з яких більше 50 патентів пов'язані з розробкою конструкцій і технологій виробництва свинцево-кислотних акумуляторних батарей.
В. А. Дзензерський є основним натхненником і організатором створення в Україні нової галузі промисловості — виробництва та утилізації свинцево-кислотних акумуляторних батарей. Під керівництвом В. А. Дзензерського науково-виробничими колективами було спроектовано і побудовано без залучення бюджетних коштів 7 заводів в Україні і 2 в Росії.

## Нагороди
- Звання «Герой України» з врученням ордена Держави (20 серпня 2008) — за визначні особисті заслуги перед Українською державою у зміцненні вітчизняного промислового потенціалу, багаторічну плідну наукову діяльність[2]
- Орден «За заслуги» I ст. (23 серпня 2005) — за значний особистий внесок у соціально-економічний, науковий та культурний розвиток України, вагомі трудові здобутки та активну громадську діяльність[3]
- Орден «За заслуги» II ст. (13 березня 2002) — за значний особистий внесок у соціально-економічний та культурний розвиток області, вагомі трудові здобутки[4]
- Орден «За заслуги» III ст. (26 листопада 1998) — за вагомий особистий внесок у розвиток наукових досліджень, зміцнення науково-технічного потенціалу України та з нагоди 80-річчя Національної академії наук України[5]
- Державна премія України в галузі науки і техніки 1999 року — за створення науково-промислового комплексу по виробництву свинцево-кислотних акумуляторних батарей[6] (у складі колективу)